# Amarelo de metilo
Amarelo de metilo, Amarelo de metila, 4-dimetilaminoazobenzene ou  C.I. 11020, é um composto químico de fórmula C14H15N3, o qual pode ser usado como um indicador de pH.
A temperatura ambiente se apresenta como um sólido castanho com odor tênue.
É um composto tóxico.
Em solução aquosa a baixo pH, o amarelo de metilo é vermelho. Entre pH 2.9 e 4.0, o amarelo de metilo atravessa uma transição, e torna-se amarelo acima de pH 4.0. São citadas transições na faixa de pH de 2.8 a 4.4.
Indicadores de pH são listados no verbete indicadores de pH.
Como corante chamado de "amarelo manteiga" esta substância foi usada como um aditivo alimentar até sua toxicidade ser reconhecida.

## Obtenção
É obtido pela copulação da anilina na forma de sal de diazônio com N,N-dimetilanilina.

## Preparação da solução do indicador
Dissolve-se 1 grama de indicador em 1 litro de etanol a 80 % em água, ou 0,1 g em 90 mL de etanol e acrescenta-se 10 mL de água, ou ainda, dissolve-se 0,1 g em etanol a 90% em água.
Um indicador modificado, numa solução contendo 0,8 gramas de amarelo de metilo e 0,04 gramas de azul de metileno em 1 litro de etanol, a qual se utiliza 1 mL para cada 100 mL de solução a analisar é indicada para titulações de soluções de carbonato de sódio.

## Segurança
É um possível carcinógeno. Como "amarelo manteiga", o corante era utilizado como um aditivo alimentar antes de sua toxicidade ser reconhecida. O resultado do seu consumo (assim como de outros corantes) é a ocorrência de tumor no fígado.

## Técnicas de detecção em alimentos
Métodos sensíveis e específicos por ligação à enzimas imunossorventes (teste ELISA) foram desenvolvidos para o detecção deste corante, conjuntamente com o também ilegal em alimentos rodamina B.